# Мечето Многознайко
„Мечето Многознайко“ (на английски: Bossy Bear) е американски анимационен сериал, създаден от Джеф Д'Елия и Джейсън Хопли. Базиран е на едноименната поредица книги, написани от Дейвид Хорват. Премиерата на сериала е излъчена на 6 март 2023 г. по Nickelodeon.

## В България
В България сериалът се излъчва по локалната версия на „Ник Джуниър“ на 24 юни 2023 г.. По-късно се излъчва в стрийминг платформата SkyShowtime. Дублажът е нахсинхронен в студио „Про Филмс“. В него участват Андрей Манов, Тодор Тодоров, Александрина Бачева, Симеон Дамянов, Василка Сугарева, Евгения Ангелова и други. Песента се изпълнява от Ангел Проданов.